# كورتيزي
 كورتيزي (بالفرنسية: Courthiézy)‏، هي بلدية تابعة لمنطقة الشرق الكبير الإدارية تقع في إقليم المارن شمال شرق فرنسا.